# Saint-Fiacre-sur-Maine
 Saint-Fiacre-sur-Maine  (en galó Saent-Fiacre) es una comuna y población de Francia, en la región de País del Loira, departamento de Loira Atlántico, en el distrito de Nantes y cantón de Vertou-Vignoble.
Su población en el censo de 1999 era de 996 habitantes.
Está integrada en la Communauté de Communes Sèvre, Maine et Goulaine.

## Demografía
| 636 | 651 | 761 | 935 | 935 | 996 |
| Para los censos de 1962 a 1999 la población legal corresponde a la población sin duplicidades (Fuente: INSEE [Consultar]) |     |     |     |     |     |